# Майк Галлахер
Майкл Джон Галлахер англ. Michael John Gallagher; нар. 3 березня 1984, Грін-Бей, Вісконсин) — американський бізнесмен, політик-республіканець. Член Палати представників від 8-го виборчого округу штату Вісконсин (з 2017).

## Життєпис
Закінчив Принстонський університет (2006), Національний університет розвідки (2010), Джорджтаунський університет (2012, 2013, 2015).
З 2006 по 2013 рік — офіцер морської піхоти США.
З 2013 по 2015 рік — працював у Комітеті Сенату США з міжнародних відносин. У 2015 році — радник з питань зовнішньої політики кандидата у президенти Скотта Вокера.